# Huel
Huel（ヒュエル、ヒュール、human fuel（人間の燃料）のかばん語に由来）は、Huel Inc.が製造している完全食である。粉末、液体、ブロック（カロリーメイトのような形）の商品形態で発売されている。主原料は、オーツ麦、米プロテイン、ピープロテイン、ヒマワリの種、亜麻仁の種、ココナッツオイルの中鎖脂肪酸トリグリセリンであり、これに加えて複数の栄養補助食品（ビタミン・ミネラル）が含まれている。加糖にスクラロース、マルトデキストリン、キシリトールが添加されている。2018年1月には、世界100か国で累計1億食を売り上げ、利用者の7割が男性である。       

## 沿革
Huel Inc.は、2014年、イギリスのアイルズベリーに、ジュリアン・ハーン（Julian Hearn）によって設立された。最初のレシピは、イギリスの登録栄養士ジェームズ・コリアー（James Collier）、創業者の一人でかつての経営者のMuscleTalk（マッスルトーク）、ボディービルに関するウェブサイトを参考に、欧州食品安全機関が示す推奨される一日当たりの摂取量を満たし、ビーガニズムと環境に優しくなるように作られた。 
2015年6月、最初のHuelが出荷された。グルテンフリー・ダイエットに対応した製品が2016年に販売され、同年、ヨーロッパの他の地域への出荷も始まった。2017年6月からは、アメリカ合衆国でも購入できるようになった。 
2017年11月、Life Health Foods UK（ライフ・ヘルス・フーズ・ユーケー）の元最高経営責任者（CEO）であるジェームス・マクマスター（James McMaster）が、Huelの国際展開を指揮するためにHuel Inc.のCEOに就任した。 

## 製品

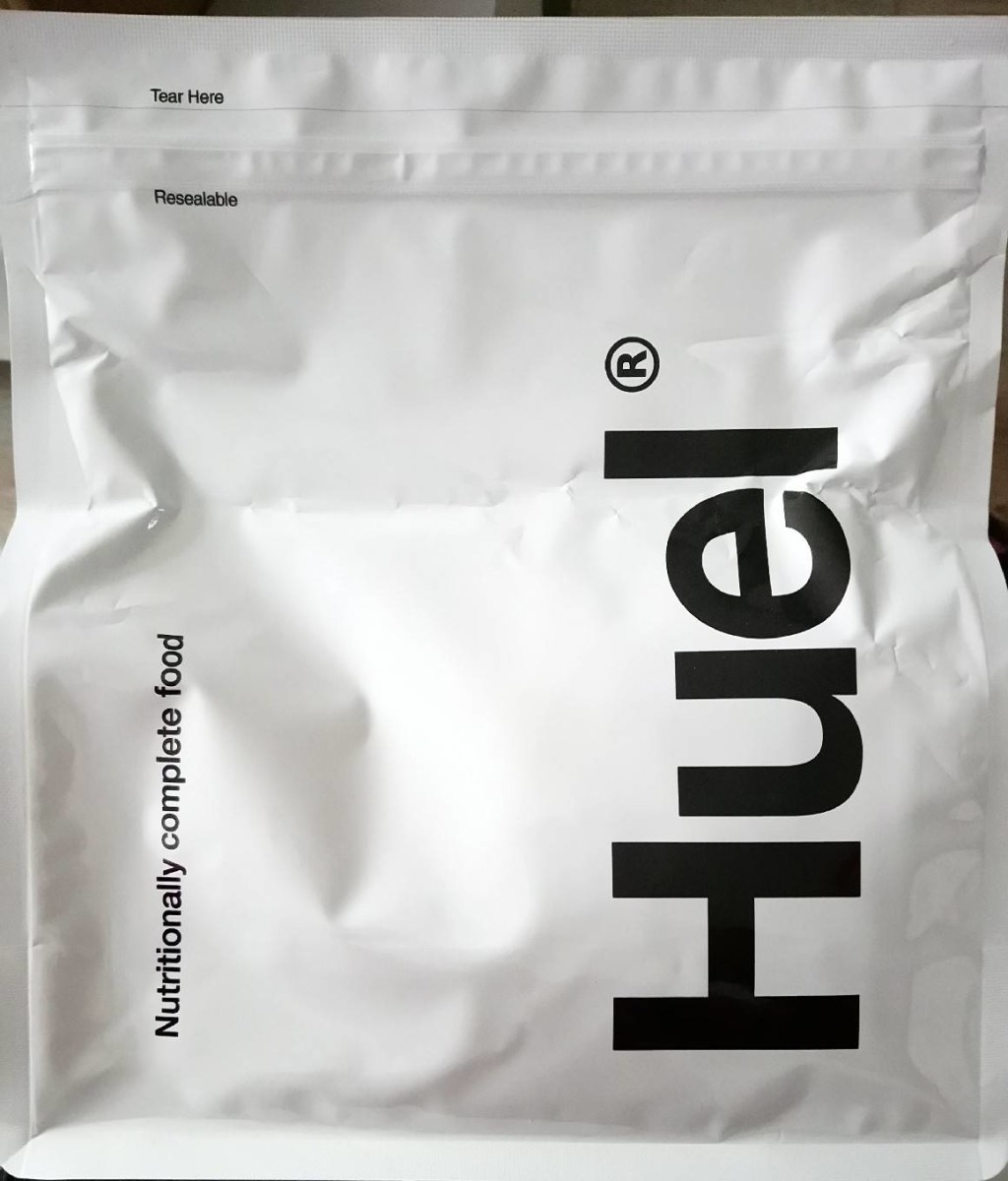
Huel Powder

Huel Powder（ヒュエルパウダー）
Huel Inc.初の製品であり、数回の改良を積み重ね、2019年12月にはv3.0になっている。粉末状であり、付属のシェイカーに本品と水を入れて振って飲むというのが基本的な利用法となるが、水の代わりに牛乳を用いたり、スイーツを作る際の小麦粉の代用とすることもできる。主要原材料は、オーツ麦、ピープロテイン、亜麻の種などであり、1食当たり（粉末100g）のカロリーは400kCalである。味付けとして、チョコレート・バニラ・バナナ・ベリー・コーヒー・チョコミント・フレーバー無し（甘味料抜き）の7種類があるほか、後述のFlavour Boostsで味を付けることもできる。

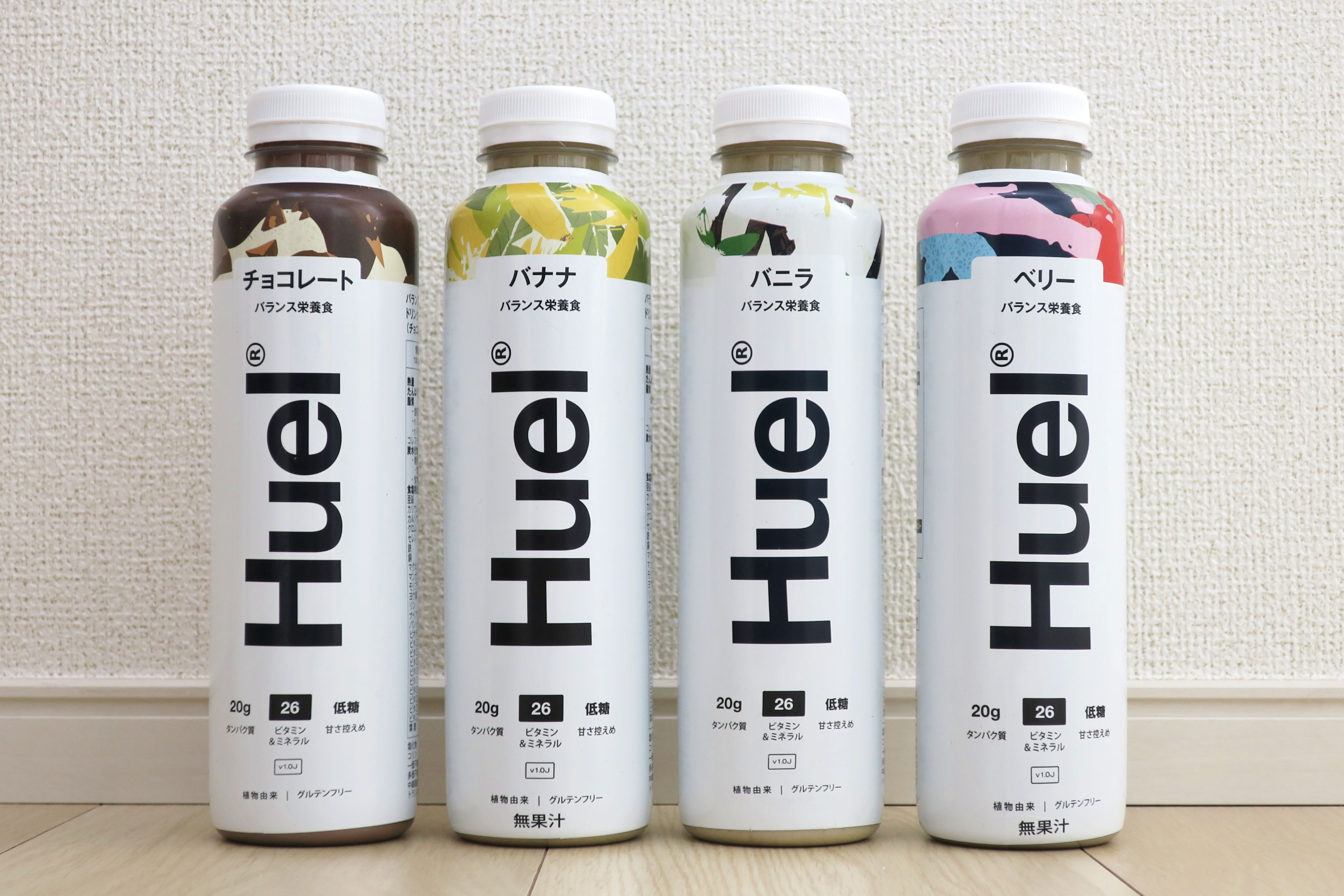
Huel Ready-To-Drink

Huel Ready-To-Drink（ヒュエルレディートゥードリンク）
2018年から発売が開始された。液体状ですぐ飲めるため、キッチンが利用できないときにHuel Powderの代用として利用できる。主要原材料は、水、エンドウ豆由来プロテイン、タピオカ粉などであり、1食当たりのカロリーは400kCalである。味付けとして、チョコレート・バニラ・ベリーの3種類がある。
Flavour Boosts（フレーバーブースツ）
2015年から発売が開始された。Huel Powderにさらに味を付けるための粉末である。チョコミント・キャラメル・ストロベリー・モカ・バナナ・パイナップル&ココナッツ・チョコレート・カカオ・抹茶・ルバーブ&カスタード・トフィーの11種類がある。
Huel Bars（ヒュエルバーズ）
2017年から発売が開始された。カロリーメイトのようなバーの形なので持ち運びやすい。日本語版サイトからは購入できない。主要原材料は、ピープロテイン、米飴、水溶性グルコース食物繊維などであり、1食当たりのカロリーは200kCalである。

## 評価
ある調査では体重や血中脂肪レベルの低下が一時的に確認されたものの、食後のエネルギー消費量は急速に増加する一方で減少する速度はより速く、満腹度が維持されないことが判明している。BBCの調査に協力した栄養学者のベルナデット・ムーアはHuelに完全に切り替えることを推奨していない。
また、製造元の企業も、この製品はあくまで外出時の食事の代わりとなるように設計されており、ユーザーには家庭料理を楽しむことを推奨していると述べている。

## 広告の問題
たびたび誤解を招く広告を行っているとして問題視されている。
2023年2月、英国広告基準局（ASA）は、Huelが節約に役立つという主張は誤解を招くものであり、広告のひとつは製品に関する健康強調表示に関する規則に違反していると判断し、Huelの2つの広告を禁止した。さらに2024年8月、ASAはスティーブン・バートレットによる別のHuel広告を、企業との提携関係が非公開であることを理由に禁止した。